# جيس أورندورف
جيس أورندورف (بالإنجليزية: Jess Orndorff) وُلد باسم جيسي وولورث ثاير أورندورف (15 يناير 1881 – 28 سبتمبر 1960)، وكان لاعب بيسبول أمريكيًا شغل مركز الماسك (Catcher) في دوري البيسبول الرئيسي. لعب مع فريق بوسطن دوفز في عام 1907، وشارك كذلك في عدد من الفرق في الدوريات الصغرى على مدار تسعة مواسم امتدت من 1904 حتى 1917.

## المسيرة المهنية
ظهر أورندورف لأول مرة في دوري البيسبول الرئيسي مع فريق بوسطن دوفز في موسم 1907، حيث شارك في عدد محدود من المباريات. وعلى الرغم من قصر مسيرته في الدوري الكبير، إلا أنه استمر باللعب في الدوريات الصغرى حتى عام 1917، متنقلاً بين عدة أندية مثل فريق فورت واين رايدرز وساكرامنتو سولونز وفريسنو تايغرز.

## بعد الاعتزال
بعد اعتزاله اللعب، لا يُعرف الكثير عن حياة أورندورف الشخصية، لكنه عاش سنواته الأخيرة في كاليفورنيا، حيث توفي في لوس أنجلوس في 28 سبتمبر 1960 عن عمر ناهز 79 عامًا.